# 비즈하드
비즈하드(BIZHARD)는 이스트소프트에서 개발한 회사 내외부간 업무공유와 자료전달, 커뮤니케이션의 필수요소인 웹하드, 웹메일 호스팅, 사내 메신저, 사내 게시판이 통합된 기업용 서비스이다.

## 역사
- 2006년 4월 비즈하드 서비스 시작. (비즈하드1.0)
- 2007년 웹메일, 메신저가 추가된 비즈하드 2.0 beta 출시
- 2008년 1월 비즈하드 2.0 정식버전 출시
- 2008년 9월 사내 게시판, 윈도탐색기가 추가된 비즈하드 3.0 beta 출시
- 2008년 11월 비즈하드 3.0 정식버전 출시

## 특징

### 웹하드
그룹 디스크
내부 사용자(아이디)간의 파일 공유를 위한 다양한 그룹디스크 생성 가능, 그룹디스크 내의 사용자 별 권한 제어 가능
게스트폴더
외부 업체와의 파일 전달, 공유를 위한 공간 생성, 게스트폴더마다 업로드/다운로드/삭제 등 원하는 권한 지정 및 작업내역 확인 가능
웹링크
오픈마켓, 게시판에 이미지 또는 파일을 링크할 수 있는 URL 및 HTML 태그를 파일 형식별로 제공하여 편리하게 웹상에 게시
대용량메일
웹하드에 업로드한 대용량의 파일을 용량에 관계없이 메일을 통해 링크의 형태로 전송하는 기능
보안폴더
강력한 데이터 암호화 기술이 적용되어 있어 중요한 자료를 안전하게 보관할 수 있으며, 이용시 비밀번호 인증을 통해 접근
작업내역
그룹디스크, 게스트폴더, 사용자의 마이디스크, 대용량메일 전송내역 등 모든 작업내역이 기록, 사내 관리자가 자료의 흐름을 한눈에 확인하여 편리하게 검색하고 관리 가능

### 웹메일
호스팅
비즈하드에서 제공하는 전용 도메인 통해 웹메일 서비스를 이용하거나 소유하고 있는 도메인을 통한 메일 보내기/받기
메일 기본기능
메일 전송/확인 및 수신확인 등 다양한 메일의 기능 제공, 서명, 메일함 관리 등 효율적으로 메일을 관리할 수 있는 기능 제공
스팸필터
실시간 감시를 통해 스팸메일을 걸러내거나 환경설정을 통해 수신차단/허용 조건을 직접 설정하여 스팸을 걸러내는 기능
아웃룩 연동(POP3)
아웃룩 익스프레스, MS 아웃룩 등의 메일프로그램에서도 비즈하드 메일을 보내고 받을 수 있도록 하는 기능

### 메신저
메시징
상태표시, 대화, 쪽지 등 메신저의 필수 기능 제공
원격/그림판
상대방의 컴퓨터를 원격으로 보거나 직접 제어가능한 원격 기능, 그림판 기능으로 두 명의 사용자가 동시에 같은 그림을 확인하고 공유
조직도/개인폴더 관리
메신저에 원하는 그룹을 지정하여 그룹별로 사용자를 구분하여 관리, 자주 대화하는 사용자는 별도의 그룹으로 묶어 개인폴더에서 관리 가능

### 백업
백업/복원
원하는 작업별 백업 기능으로 로컬 컴퓨터의 데이터를 비즈하드에 안전하게 보관, 마법사의 형태를 이용한 백업 및 복원 기능 제공
스케줄링 백업
일별, 주별, 월별 스케줄 지정으로 로컬컴퓨터의 데이터를 비즈하드 디스크 공간에 자동백업
백업로그
모든 백업작업의 로그가 기록되어 파일별 백업 결과를 확인할 수 있음

### 게시판
사내 게시판
사내 커뮤니케이션을 위해 게시판을 개설할 수 있음
그룹화
여러 개의 게시판을 사용할 경우 원하는 게시판을 그룹으로 묶어 관리
사용자별 권한관리
각 게시판의 중요한 정보를 허용된 사용자만 확인할 수 있도록 권한 설정 가능

### 주의
저작권 위반 파일 업로드시 웹하드가 차단된다.
"비즈하드 저작권물 관리 프로그램에서 자동으로 보내드린 1차, 2차 경고메일에도 불구하고,귀 회원사의 저작권 위반 자료의 저장 및 공유가 지속되어 회원사 삭제가 진행되었습니다.
비즈하드 서비스 이용약관 제 9조 5항, 제14조 6항, 제15조 1항에 의거하여, 저작권법 위반 자료의 저장 및 공유시 경고메일 발송 및 삭제조치가 이루어집니다.
삭제된 회원사 내 모든 데이터와 정보는 복원이 불가능하며, 비즈하드는 이에 대해 책임지지 않습니다."

## 참조
1. ↑  “비즈하드란? (enlisted soldier at boot camp)”. 2008년 11월 14일에 확인함.